# Union nationale inter-universitaire
Pour les articles homonymes, voir UNI.
L'Union nationale inter-universitaire (UNI) est une organisation universitaire française fondée en 1969 avec l'appui du Service d'action civique.
Historiquement classée à droite, liée aux Républicains, l'association s'est aujourd'hui rapprochée des partis politiques d'extrême droite et a entretenu des liens avec certaines organisations violentes de cette mouvance, comme le Groupe union défense (GUD).

## Histoire

### Fondation
Fondée en réaction aux événements de Mai 68, l'UNI est créée officiellement le 12 février 1969 lorsque ses statuts sont déposés à la préfecture de police de Paris. Le lancement de l'organisation se fait sous le patronage de Jacques Foccart, responsable officieux des services de renseignement français et cadre du Service d'action civique, un groupe violent impliqué dans plusieurs affrontements meurtriers,.
La réunion fondatrice a eu lieu en novembre 1968 au siège du Service d'action civique dans le bureau de Pierre Debizet, cadre de l'organisation.
Les principaux membres fondateurs de l'organisation sont Frédéric Deloffre (professeur à la Sorbonne), Jacques Rougeot (assistant à la Sorbonne), Jacques Guggenheim (membre des Comités de défense de la République), Gérard Daury (cadre du SAC) et Suzanne Martin (étudiante à Sciences Po et militante de l'Union des jeunes pour le progrès),,. Jean-François Chauvel (journaliste au Figaro) et Pierre de Vernejoul (enseignant à l'université de la Sorbonne) participent au dépôt des statuts en préfecture.
Selon François Audigier, l'UNI a été créée à la suite d'un entretien dans le bureau de Jacques Foccart à l'Élysée avec comme objectif de s'opposer à la loi Faure : « Celle-ci multipliait, à leurs yeux, les compromis à l'adversaire (la gauche étudiante) et créait du désordre au lieu de rétablir l'autorité dans les universités ». L'organisation s'inscrit alors dans la stratégie développée par Foccart de création d'« organisations satellites spécialisées » pour soutenir les actions du SAC et son influence sur le gouvernement.
Un premier bureau est mis en place avec comme président René Deheuvels qui démissionne un mois plus tard au profit de Jacques Rougeot, alors assistant à la Sorbonne. Le secrétaire général est Suzanne Marton, plus jeune membre du comité politique de l'UDR et proche des milieux gaullistes les plus à droite, qui avaient demandé la répression de Mai 68,.

### 1969 - 1983: débuts et soutiens du syndicat
Souffrant d'une réputation d'extrémisme à ses débuts, l'UNI compense ses faibles effectifs par un activisme très actif, le soutien du président Georges Pompidou, et des moyens financiers très importants qui « laissent deviner le recours à des fonds occultes provenant du gouvernement, du parti gaulliste et du patronat »,.
Les élections étudiantes, créées par la loi Faure, auxquelles participent l'UNI sont marquées par des affrontements très violents entre l'organisation étudiante de droite et ses opposants. Le SAC est alors le principal allié de l'UNI, lui servant à la fois de recruteur, de soutien logistique, et de protection sur les campus et créant plusieurs antennes locales de l'organisation étudiante,.
Au cours de son existence, l'UNI publie différents journaux : Ras L'Bolch, L'Action lycéenne, ou encore L'Action universitaire. L'UNI prend alors régulièrement position sur des sujets de société au travers de L'action universitaire, s'opposant notamment à la circulaire mettant en place l'éducation sexuelle à l'école en 1973 dans la 32e édition du journal ou à la légalisation de l'avortement en 1974 dans sa 36è édition.
Dans les années 1970, les scores de l'UNI aux élections universitaires oscillent entre 10 et 15% des voix dans un contexte de forte abstention. C'est en 1979, à l'occasion d'une alliance électorale avec la puissante Fédération des syndicats autonomes de l'enseignement supérieur, que l'UNI réussit pour la première fois à atteindre 35% des votes au CNESER. Néanmoins, elle n'obtient que 16% aux élections suivantes en 1983 et la FSA disparaît, ne se remettant pas de son absence en 1979.

### 1983 - 2009: proximité avec le RPR/UMP et liens avec l'extrême droite

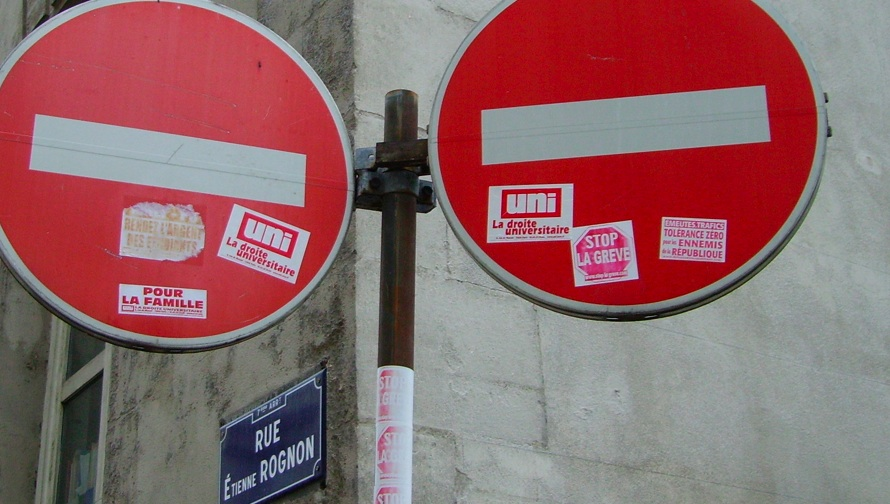
Autocollants de l'UNI près de Sciences Po Lyon.

En avril et mai 1983, elle participe aux grèves et manifestations contre la Réforme Savary des universités de 1983 du ministre de l'Éducation nationale socialiste Alain Savary aux côtés de militants néofascistes du GUD, du Parti des forces nouvelles lié à l'extrême droite, et du Collectif des étudiants libéraux de France proche de Valéry Giscard d'Estaing.
L'UNI est aujourd'hui un mouvement proche idéologiquement de LR, après l’avoir été de l'UMP et du RPR de Jacques Chirac. L'UNI s'est par ailleurs engagée pleinement pour la campagne de Jacques Chirac en 1995 suscitant, d'après un de ses cadres, le départ des militants les plus à droite.
À partir de 1987, le Front national infiltre l'UNI afin de créer plus tard sa propre organisation étudiante. Ainsi, à Brest, la représentante de l'UNI au conseil de l'UFR de droit de 1991 à 1993 est la présidente de la section locale du Front national de la jeunesse tandis qu'à Nancy, le responsable local de l’UNI représente le FN aux cantonales de mars 1992. En 1990, Jean-Marie Le Pen annonce qu'il est « maintenant temps d’entendre la voix de la droite nationale dans les lycées et universités » et lance le Renouveau étudiant. Dans plusieurs villes, l'UNI perd alors des adhérents au profit du Renouveau voire des sections entières, comme à Montpellier. En 1993 des militants de l'UNI à Lyon, parmi lesquels se trouve Philippe Meunier, sont poursuivis en justice pour avoir distribué des tracts racistes et antisémites au nom du Renouveau étudiant afin de discréditer le syndicat concurrent. Six militants de l'UNI sont finalement condamnés en 2000 à des amendes de 5000 à 10 000 francs pour ces tracts falsifiés.
En 1994, aux côtés de la FAGE et de l'UNEF, l'UNI crée l'Association pour faciliter l'insertion professionnelle des jeunes diplômés, qui disparaîtra en 2013 à la suite d'un « rapport catastrophiste » de l'IGF sur la gestion de l'association.
En juin 1995, Yves Laisné, membre de l'UNI et du SAC et président de la troisième plus grosse structure gestionnaire de foyers d'immigrés en région parisienne, est mis en examen pour sa gestion de 35 foyers pour travailleurs immigrés,. Ceux-ci sont en effet « laissés dans un véritable abandon, ressemblant pour certains à d'épouvantables taudis. ». Jean-Christophe Cambadélis, ancien député du Parti socialiste, est lui aussi renvoyé devant le tribunal correctionnel dans cette affaire pour soupçon d'emploi fictif au sein de l'organisation. Yves Laisné est finalement condamné en 2000 à quinze mois de prison avec sursis et 500 000 francs d'amende.
En 1998, l'organisation étudiante s'oppose à la création du pacte civil de solidarité pour les couples homosexuels en remobilisant ses comités Jeunes avec Chirac dans un nouveau groupe, le Comité national étudiant contre le Pacs,.
En 2000, l'UNI et les Étudiants musulmans de France organisent une conférence en commun avec Tariq Ramadan, un islamologue et prédicateur proche des Frères musulmans.
En 2003, l'UNI crée un « Collectif des jeunes pour la réforme des retraites » pour soutenir la loi Fillon allongeant la durée de cotisation nécessaire pour partir à la retraite.
Lors de la campagne du référendum sur le traité établissant une Constitution européenne en 2005, Olivier Vial explique au Figaro que l'UNI fait massivement campagne pour le « Oui » et la « simplification des mécanismes de prise de décision » dans l'Union européenne. L'organisation a donc créé des « Collectifs étudiants pour le oui » dans 170 écoles, un site internet répertoriant les arguments en faveur de la Constitution européenne, un Journal des étudiants pour le oui tiré à 300 000 exemplaires, et lancé une campagne d'affichage de 350 000 affiches.

### 2009 - 2015: parenthèse du Mouvement des étudiants et opposition au mariage pour tous
En janvier 2010, une partie de l’UNI décide de devenir un mouvement de réflexion sur l’éducation, et crée avec d’autres associations le Mouvement des étudiants pour se présenter aux élections étudiantes. Ce mouvement se réclame plus indépendant de l’UMP, Olivier Vial regrettant que son organisation soit perçue comme une « chambre d'enregistrement de l'UMP ». Le parti, consulté, a encouragé cette restructuration. La section de l'UNI à Tours, proche des Identitaires, perçoit au contraire la création du MET comme une reprise en main de l'UNI par l'UMP et fait scission en créant temporairement l'UNI-SU,. Selon le journal Le Monde, l'UNI reste cependant utile pour l'UMP en concurrençant l'extrême droite sur ses thèmes.
L'UNI soutient la réforme des retraites de 2010, qui repousse l'âge de départ à la retraite de 60 à 62 ans, et sa branche lycéenne organise des formations pour démontrer le bien-fondé de la réforme.
L'arrivée de Jean-François Copé à la tête de l'UMP en 2010 permet de resserrer les liens entre l'organisation étudiante et le parti, qui représente « une pépinière naturelle de responsables pour l'UMP » selon le directeur de cabinet du président de l'UMP. À partir de cette date, les militants de l'UNI sont désormais « systématiquement présents, avec tables et drapeaux » aux meetings de l'UMP selon Le Monde.
En 2013, l'UNI se mobilise contre la légalisation du mariage pour les homosexuels,. Les militants de l'Union nationale inter-universitaire sont particulièrement actifs au sein du Printemps français, un mouvement ayant vocation à « radicaliser » la Manif pour tous, dont ils « relaient les appels à manifester et semblent en initier certains » aux côtés de Civitas, de l'Action française ou du Groupe union défense. Lors des violences du 26 mai 2013, qui occasionnent 36 blessés (dont 34 chez les forces de l'ordre et 1 journaliste), Libération reconnaît « de nombreux militants de l'UNI » parmi les casseurs d'extrême droite en compagnie des Jeunesses nationalistes, une organisation pétainiste. De plus, l'UNI finance des annonces sur Google appelant à la « mobilisation générale contre le mariage et l'adoption homosexuelle ».

### 2015 - 2021: Scission de la Cocarde étudiante et prises de position
En mai 2015 des militants de l'UNI, Maxime Duvauchelle et Pierre Gentillet, créent la Cocarde étudiante, un syndicat concurrent proche du Rassemblement national soutenu dès sa fondation par les présidents du FNJ et des Jeunes de Debout la France,. Pierre Gentillet justifie cette création par le refus de l'UNI de se rapprocher de l'extrême droite : « J'en avais assez de l'UNI et de l'UMP. On n'avait le droit d'inviter personne du FN, Dupont-Aignan c'était limite. Tout ça pour se retrouver les seuls jeunes dans des meetings de vieux. ».
Lors du mouvement social contre la loi Travail en 2016, l'UNI demande le retrait du texte en accusant le gouvernement d'avoir « [sabordé] les quelques avancées timides que comportait son projet de loi (plafonnement des dommages et intérêts accordés aux prud'hommes, astreintes et forfait-jour) [...]  sous la dictée des syndicats. ».
En juin 2017, l'UNI reconquiert son siège au CNESER (perdu en 2015).
En 2018, la loi ORE provoque de nombreux blocages dans les universités (Tolbiac, Rennes 2, Toulouse 2, Lyon 2, Montpellier 3, etc.), l'UNI est alors la seule association étudiante à se mobiliser pour débloquer ces universités via des recours en justice,,.
Lors de la crise sanitaire du Covid, l'UNI lance des collectes et distributions alimentaires pour venir en aide aux étudiants[passage promotionnel],,,.
En 2021, un membre du bureau parisien de l'UNI est à l'origine d'une infox autour du conflit israélo-palestinien largement relayée sur les réseaux sociaux par des personnalités politiques, dont Meyer Habib et Raphaël Enthoven, ainsi que la chaîne de télévision i24. Libération constate que ce militant est également actif sur Facebook, où il regrette que le régime israélien n'utilise pas de phosphore blanc (dont l'utilisation est un crime de guerre) à Gaza.

### 2021 - aujourd'hui: Accusations de proximité avec l'extrême droite et d'antisémitisme
Le 12 octobre 2024 Patrick Hetzel, ministre du gouvernement de coalition entre Renaissance et Les Républicains, participe à un évènement de l'organisation, qui le remercie « d'être aux côtés de l'UNI »,. Son intervention suscite une polémique nationale, de nombreuses personnalités politiques manifestant leur indignation sur les réseaux sociaux et dénonçant la proximité de l'UNI avec l'extrême droite, .
En novembre 2024, la responsable de l'UNI Nantes est exclue de son université à la suite de la diffusion de la vidéo d'une altercation avec un porte-parole de l'Union Pirate pendant les élections universitaires de 2023. L'étudiante dénonce alors « une exclusion à motif politique » et obtient le soutien d'une élue municipale LR de Nantes, ainsi que du parti Reconquête,. Ouest-France révèle, par la suite, que l'intégralité des autres organisations étudiantes ayant participé à ces élections ont cosigné un document dénonçant « la violence physique, morale et verbale à caractère discriminant, raciste, sexiste, transphobe et antisémite, de la part de l’Union nationale inter-universitaire ». Parmi l'énumération des faits reprochés figure notamment l'agression de deux militants de gauche sur le campus du Tertre de Nantes Université. De plus, la responsable UNI s'avère avoir déjà été sanctionnée d'un an d'exclusion par l'université de Nantes en 2023 pour avoir « imité et utilisé sur sa liste [...] le paraphe d’une candidate qui assure que "sa signature avait été apposée à son insu" ».
La branche alsacienne de l'UNI et ses responsables sont suspendus en février 2025, après la révélation de montages antisémites circulant sur des groupes privés composés de membres de l'organisation et d'une vidéo d'un militant réalisant un salut nazi,. Les montages antisémites auraient été réalisés, selon Libération, par le président de l'UNI Strasbourg et mettent en cause le délégué national de l'organisation Mathis Gachon. Selon Mediapart, malgré la suspension annoncée, les élus de l'UNI Strasbourg continuent de siéger au nom de l'organisation et la conversation Whatsapp de la section est toujours active.
Plusieurs anciens adhérents de l'UNI dénoncent alors une radicalisation du mouvement, pointant du doigt des propos « faisant l’apologie du génocide contre les Juifs » ainsi que des discussions racistes et antisémites sur la conversation Messenger de l'organisation.
Également en 2025, Streetpress relève une « épidémie de saluts nazis » réalisés par des militants de l'organisation à Saint-Etienne, Strasbourg, Toulouse (dans son local syndical), et Caen. Le média note aussi la proximité de l'UNI avec des groupuscules néonazis, notamment à Nantes et Rennes. En mars, Mediapart révèle plusieurs photos sur lesquelles le délégué national de l'UNI, Mathis Gachon, réalise un salut de Kühnen, signe néonazi, ainsi qu'un salut suprémaciste blanc. De plus, un autre délégué national de l'organisation, Yvenn Le Coz, serait visé par une plainte d'un professeur pour menaces de mort tandis que la tête de liste de l'UNI aux élections universitaires de Dijon est accusée d'avoir partagé une chanson négationniste du groupe de rock néonazi Supreme M.R.A.P.

## Organisation

### Classification
- Si vous ne connaissez pas le sujet, laissez ce bandeau (vous pouvez alors contacter les auteurs).
- Si vous supprimez le contenu mis en cause (vous pouvez préalablement contacter les auteurs),

argumentez précisément cette suppression dans la page de discussion
(un manque de référence n'est pas un argument ; une recherche réelle de référence doit avoir été effectuée, être formellement documentée).
L'UNI présente plusieurs caractéristiques qui la rapprochent d'un syndicat étudiant comme la participation aux élections des représentants étudiants ou l'implication dans les débats concernant l'évolution de l'université. Elle refuse cependant l'appellation de syndicat[réf. nécessaire].

### Responsables nationaux

#### Présidents
- Jacques Rougeot (12 février 1969-8 novembre 2009), professeur de lettres.
- Olivier Vial (depuis 8 novembre 2009).

## Financement
L'organisation est soutenue financièrement par les gouvernements de droite successifs ainsi que le RPR puis l'UMP, les cotisations ne suffisant pas à financer son fonctionnement, et ceux-ci lui accordent parfois des « primes financières lorsque l’association universitaire combat activement les grèves étudiantes. ».
A ses débuts, l'UNI compense ses effectifs limités par d'importants moyens financiers laissant « deviner le recours à des fonds occultes provenant du gouvernement, du parti gaulliste et du patronat ».
L'UNI bénéficiera par ailleurs dans les années 80 d'une subvention de 575 000 $ du gouvernement des Etats-Unis via l'intermédiaire du National Endowment for Democracy,.
En 2009, l'UNI ainsi que d'autres syndicats étudiants sont perquisitionnés dans le cadre de l'enquête sur les caisses noires de l'Union des industries et métiers de la métallurgie. Ces perquisitions sont motivées par les déclarations du président de l'UIMM qui affirme avoir fourni annuellement 30 000 euros en espèces à Dominique de Calan entre 2000 et 2007 pour financer des « organismes en liaison avec la vie universitaire ». Ce dernier déclare en 2013, lors de son procès, que ces fonds ont bel et bien été versés à des syndicats étudiants, notamment l'UNI, afin de financer la « régulation sociale »,. Les bénéficiaires des caisses noires n'ont jamais été retrouvés par la justice ou nommés par les responsable de l'UIMM, et l'UNI ainsi que les autres syndicats concernés nient avoir touché une partie des fonds,.
L'organisation perçoit également des financements issus des réserves parlementaires de députés UMP, Jean-François Copé leur accordant 60 000€ et Gilles Carrez 10 000€ en 2013,. En 2015, Valérie Pécresse utilise à son tour une partie de sa réserve parlementaire pour financer l'UNI.
En 2016, le président de la région Auvergne-Rhône-Alpes Laurent Wauquiez se retrouve au centre d'une polémique nationale, accusé de clientélisme, pour avoir accordé une subvention de 50 000 € à l'UNI sans « aucune délibération, aucune note envoyée aux élus »,. Selon LyonMag, un an plus tard, retrouver les actions menées par l'UNI à la suite de cette subvention est « loin d’être une tâche facile » tandis qu'Olivier Vial évoque quatre formations d'environ une heure rassemblant une quinzaine d'étudiants chacune. Le Canard enchaîné révèle également l'existence d'une subvention de 60 000 €, versée par Laurent Wauquiez, ainsi que 35 000 € versés par Valérie Pécresse, alors présidente de la région Ile-de-France,.

## Représentativité
L'UNI est considérée comme organisation représentative d'après la loi Jospin, elle compte un élu au CNESER, mais ne dispose plus d'élus au CNOUS depuis 2010.

## Liens avec des partis politiques

### Liens avec le RPR puis l'UMP et LR
En 1995 comme en 2002 est créé le collectif « Les Étudiants avec Chirac » visant à soutenir la candidature du président du RPR dans la course à l'Élysée. Le soutien de l'UNI en 1995 a joué un certain rôle dans l'élection de Jacques Chirac, étant le seul mouvement de jeunesse de droite soutenant cette candidature. Lors de la réforme des retraites, le collectif « Les jeunes pour la réforme des retraites » verra le jour pour soutenir le Gouvernement Juppé. Le comité « Défense de la République » fut créé en novembre 2005 afin de soutenir l'action du Gouvernement Villepin dans la « crise des banlieues ». Ainsi, des autocollants « Émeutes, trafics : tolérance zéro pour les ennemis de la République » seront imprimés et un site web mis en ligne.

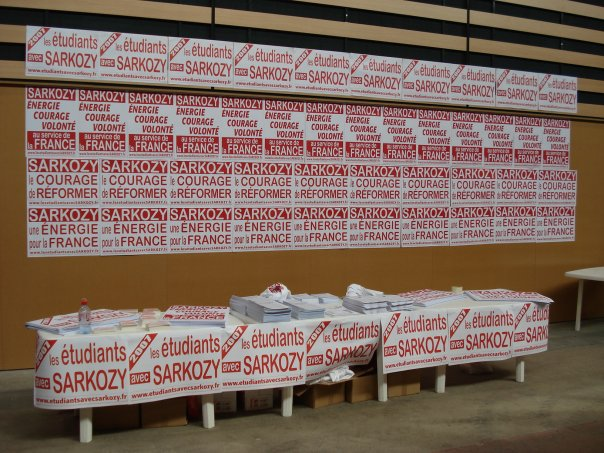
Stand de l'UNI lors d'un meeting de campagne de Nicolas Sarkozy (Lyon, avril 2007).

L'UNI ne revendique aujourd'hui pas de lien direct avec le successeur de l'UMP, Les Républicains, même si de nombreux cadres de l'organisation le sont également dans le parti politique de droite. Le président de l'UNI, Olivier Vial, est membre du bureau politique des Républicains, occupant la fonction de secrétaire national des Républicains en charge de l’enseignement privé,.
En 2019, des étudiants de l'UNI renouvellent cette démarche avec la structure « Les étudiants avec Bellamy » pour soutenir la liste LR-LC aux élections européennes de 2019, conduite par l'essayiste et professeur de philosophie François-Xavier Bellamy.
Selon Mediapart en 2023, s'il existe quelques cadres de l'UNI encartés dans d'autres partis, l'organisation est encore très liée au parti Les Républicains pour lequel militent la plupart de ses responsables locaux dont l'engagement est affiché publiquement. Olivier Vial, président de l'organisation, est par ailleurs présent lors du meeting de lancement de la campagne des Républicains pour les élections européennes 2024.

### Liens avec le MIL
L'UNI partage la même imprimerie intégrée que le Mouvement initiative et liberté dont le siège est à Levallois-Perret. Le MIL a d'ailleurs été fondé en partie afin d'accueillir les anciens de l'UNI étant sortis du milieu universitaire. De 1981 à 1986, le MIL et l'UNI auront le même président, Jacques Rougeot. Les deux mouvements partageront aussi la même adresse durant plusieurs années avant que le MIL ne déménage à Levallois.  D'anciens militants de l'UNI font partie du bureau national du MIL (Bernard Debré et Éric Raoult, par exemple).[réf. souhaitée]

### Liens avec le FN/RN
Certains membres, notamment des cadres à Lyon, rejoignent les rangs du Front national de la jeunesse (branche jeunesse de l'ancien FN) au début des années 2010 lors de la création du MET, plus proche de l'UMP.
En 2023, lorsque Mediapart lui présente une pétition signée à la fois par des militants de l'UNI, du Rassemblement national et de Reconquête, Olivier Vial déclare surveiller « avec beaucoup de vigilance » ce risque de radicalisation de son association.

### Liens avec Génération Z
En 2022, le délégué national de l'UNI, Jacques Smith, affirme auprès du Monde que « l'immense majorité » des membres du syndicat militent également au sein de Génération Z, l'organisation de jeunesse de Reconquête, un parti politique fondé en avril 2021 par Éric Zemmour en vue de sa candidature à l'élection présidentielle de 2022.

## Liens avec des groupuscules d'extrême droite
Dans les années 1970, dans un contexte de grèves, l'UNI aurait participé à des actions violentes sur les campus aux côtés du Parti des forces nouvelles, un concurrent du Front national créé par des militants d'Ordre nouveau.
Le Cato Institute, think tank américain libertarien, dénonce le financement de l'UNI via le NED dans les années 1980 dans le cadre du financement d’organisations anti-communistes. Le Cato Institute écrit que l’UNI « était largement vue comme un chaudron de la droite radicale et soupçonnée d'avoir des liens avec des terroristes ».
Selon le New York Times, l'UNI a en effet reçu une subvention du NED à hauteur de 575 000 dollars. Cette accusation fait l'objet d'une commission d'enquête du Sénat américain qui établit que l'UNI a été créée comme un satellite du Service d'action civique, organisation paramilitaire ayant dérivé vers le terrorisme et la criminalité, avec lequel l'UNI entretient toujours des liens très forts en 1982.
En 1983, l'UNI participe à la Journée d'amitié française, où elle tient un stand aux côtés d'autres organisations d'extrême droite comme le Parti des forces nouvelles, Aspects de la France et l’Oeuvre française. Cet évènement suscite une polémique car les propos tenus par les orateurs, retransmis par haut-parleurs dans les différentes salles de la Mutualité, sont d'un antisémitisme virulent,. Un intervenant accuse notamment les juifs de coloniser la France et dresse une liste des juifs présents dans les cercles de pouvoir. Face au scandale, l'UNI se désolidarise de l'évènement et prétend ne pas avoir entendu les déclarations antisémites à cause du bruit généré par la foule.
En 2005, selon L'Humanité, des militants de l'organisation étudiante auraient vandalisé les locaux de l'Association générale des étudiants de Nanterre (AGEN) avec des autocollants et des inscriptions proclamant « Israël vaincra ». Le journal ajoute que l'UNI serait proche d'organisations pro-israéliennes d'extrême droite, « de type Betar ».
En 2010, SOS Racisme annonce déposer plainte contre une vingtaine de supporters du PSG pour « injures raciales et violences à caractère racial » parmi lesquels figurent « de jeunes étudiants proches de l'UNI "qui essaient de lancer des mouvements du type Renouveau français" ».
En 2013, le président de l'UNI Olivier Vial déclare s'opposer à toute « alliance et accord » avec l'extrême droite.
Selon Le Monde, l'UNI entretenait des liens avec le Rassemblement des étudiants de droite, un syndicat étudiant à l'origine d'actions violentes et homophobes.
En 2014, des inscriptions nazies, notamment des croix gammées et le sigle "SS", sont retrouvées sur le campus de l'Université Bretagne-Sud à proximité d'autocollants de l'UNI. Accusée, l'organisation nie posséder une section à Vannes tandis que l'UDB Jeunes, qui demande des poursuites à son encontre, rappelle qu'elle a présenté une liste aux dernières élections universitaires de l'UBS.
La même année, Génération identitaire obtient un élu aux élections Crous de Lille, celui-ci étant inscrit sur la liste de l'UNI-MET. Néanmoins, Stéphane François constate en 2017 que l'UNI attire moins l'extrême droite qu'auparavant, dans un contexte de concurrence d'autres organisations comme l'Action française étudiante ou l'Union des étudiants patriotes (syndicat issu d'Assas Patriote, proche du GUD et présidé par un ancien membre de l'UNI). Selon le politologue, « avant, les jeunes d'extrême droite se plaçaient sur les listes UNI, maintenant, ils créent leur propre structure en employant le terme de patriote pour attirer du monde ».
En 2022, un ancien responsable et candidat de l'UNI à Dijon, « resté très proche de ses amis militants de l’époque », se prend en photo avec Maxime Brunerie, le militant d'extrême droite ayant tenté d'assassiner Jacques Chirac. Un agrandissement de cette photo révèle également un drapeau nazi et des tasses arborant des croix gammées.
À Bordeaux, un militant de l'UNI et de la Bastide bordelaise était présent lors de l'attaque de la conférence de La France insoumise, tenue par Louis Boyard et Carlos Martens Bilongo, le 7 décembre 2022. Lors de cette conférence, un groupe d'individus cagoulés « armés de barres de fer et proférant des slogans racistes » avait tenté de s'introduire dans la salle où étaient présents les deux députés, occasionnant des blessés parmi le service d'ordre du parti.
En 2024, un militant de l'UNI est impliqué dans l'attaque d'une conférence à Lorient ainsi que dans la diffusion de tracts ornés d'une croix celtique et d'une vidéo de simulacre d'exécution. Ce même militant est photographié en compagnie de Maximus Bestia, activiste néofasciste russe et fondateur des canaux Telegram racistes Français Deter et Brigade nationaliste, lors d'un collage de l'UNI à l'université de Lorient,. Également présent sur cette image, le responsable local de l'UNI et de Reconquête Stéphane Zagradsky a participé à une milice ayant commis plusieurs agressions à Lorient la nuit du 30 juin 2023 et est accusé par un autre syndicat d'être à l'origine de multiples tags siglés GUD, ce qu'il nie,,. Deux militants de l'UNI, dont Maximus Bestia, et Stéphane Zagradsky, élu UNI au conseil d'administration de l'université Bretagne Sud, seraient les fondateurs d'un groupe d'ultradroite dénommé « Lorient La Digue ».
Selon Mediapart, des liens existent entre l'UNI et des groupuscules d'extrême droite royalistes et identitaires. Au sein même des locaux toulousains de l'organisation, un militant se serait fait photographier en train de réaliser un salut nazi devant le drapeau français. Selon Libération, le responsable de l'UNI en Alpes-Maritimes et candidat suppléant aux élections législatives de 2024, Andrea Orabona, aimait des hommages au Maréchal Pétain sur Facebook ainsi que des organisations suprémacistes blanches. Il est également accusé d'avoir diffusé une vidéo à caractère raciste réalisée au sein des locaux de l'université de Nice, bien qu'il nie être à l'origine des images,.
Selon le média d'investigation Reflets.info, plusieurs sections de l'UNI entretiennent des liens avec des groupes néofascistes ou néonazis de leur région, en particulier à « Nice, Aix-en-Provence, Amiens, Nantes, Bordeaux ou Rennes ». A Toulouse, l'UNI serait également proche du groupuscule identitaire Furie française.
À Rennes, le responsable de l'UNI est accusé d'entretenir des liens avec les groupuscules néofascistes locaux et était présent à la manifestation du 9 mai organisée par le GUD avec deux de ses militants. De plus, quatre militants de l'UNI sont identifiés dans des rassemblements du groupuscule néofasciste l'Oriflamme, et un candidat de l'organisation aux élections universitaires à Rennes est photographié réalisant un salut de Khünen, variante du salut nazi. La section rennaise de l'organisation est finalement « débranchée » en septembre 2024, en raison de ses liens avec l'extrême droite selon Le Telegramme. De son côté, l'UNI nie tout lien avec l'extrême droite et affirme que « toute personne qui pose problème est systématiquement écartée », un des militants de l'UNI Rennes ayant d'ailleurs été exclu pour cette raison.

### Liens avec l'Action française
En 2013, L'Humanité rapporte que les militants de l'UNI à Bordeaux collent des affiches à la fois pour leur mouvement et pour l'Action française.
Le 17 avril 2018, l'UNI s'allie avec l'Action française et les Jeunes avec Macron pour débloquer des bâtiments de l'Université de Strasbourg dans le contexte du mouvement contre la loi ORE.
En 2021, la responsable de l'UNI à Pau, également candidate du parti Reconquête en 2022, est aussi une militante du mouvement royaliste. À Avignon, en 2022, les militants de l'UNI organisent une soirée dans un local où se trouve un drapeau orné d'une fleur de lys et au cours de laquelle ils effectuent des saluts de Khünen, un geste néonazi, dans des photos publiées sur le compte officiel de l'organisation.
Selon Mediapart, l'UNI entretiendrait toujours des alliances avec l'Action française organisation royaliste d'extrême droite qui « continue de tenir des propos antisémites ». L'organisation étudiante participerait ainsi à des manifestations communes avec le groupe d'extrême droite, notamment en Vendée en 2022 et 2023. De son côté, Libération constate que l'entreprise ayant acheté le local de l'Action française à Marseille a été fondée par le responsable local de l'UNI et assure que de nombreux militants royalistes sont passés par le syndicat étudiant.
En 2024, la Jeune Garde Aix-Marseille publie une vidéo montrant Ralph Atrac, attaché parlementaire et élu de l'UNI à l'université d'Aix-Marseille, attablé en compagnie d'un candidat Reconquête et de trois membres de l'Action française, dont un condamné pour violences racistes,. Le journal relève que le collaborateur parlementaire était un militant actif du mouvement royaliste, et figure notamment sur des photos officielles de celui-ci où il rend hommage à l'auteur antisémite Charles Maurras.

### Liens avec le GUD
L'UNI participe à certaines actions violentes du GUD dans les années 1980. Les deux organisations présentent également parfois des listes communes dans certaines universités. Selon Jacques Leclercq, durant cette période, « l'UNI ne pouvait apparaître en tant que tel sans le soutien des gros bras du GUD ».
Au cours des années 80, les militants de l'UNI participent à l'Union des étudiants de droite, un syndicat d'extrême droite à Sciences Po Paris fondé par des militants du GUD et du Groupe action jeunesse et aux tendances antisémites et pétainistes.
En 1986, des militants affiliés à l'UNI participent à un raid du GUD à Paris, en compagnie de membres du MNR et de skinheads. À la suite de cette attaque, un des étudiants ciblés, frappé à coups de barre de fer, reste paralysé à vie. Selon l'historien Roger Griffin, l'UNI collabore ensuite à plusieurs reprises avec le GUD pour mener des attaques sur au moins six universités différentes à Paris.
L'alliance de l'UNI avec le GUD connaît une fin abrupte lorsque ses militants se font attaquer par l'Union de défense des étudiants d'Assas (UDEA), prête-nom du GUD, le 8 mars 1995 à l'université Panthéon-Assas.
Lors du retour du GUD à l'université Panthéon Assas en 2010, celui-ci souhaitant se présenter aux élections universitaires, l'UNI signe un « appel aux étudiants d’Assas contre le fascisme étudiant » aux côtés de l'UEJF et de l'UNEF. Les associations signataires de cet appel participeront ensuite à un tractage commun devant l'université.
En 2022, à Paris, Streetpress identifie plusieurs militants de l'UNI au premier rang d'une manifestation d'extrême droite scandant les slogans du GUD à laquelle participent également les Zouaves Paris et leur chef Marc de Cacqueray-Valménier, futur responsable du GUD. Au cours de ce rassemblement, les journalistes de l'AFP qui couvraient la manifestation sont ciblés et agressés par les militants d'extrême droite.

## Organisations rattachées à l'UNI
En juin et juillet 2007, l'UNI participe à la concertation concernant la réforme de l'autonomie des universités avec la ministre de l'Enseignement supérieur et de la Recherche, Valérie Pécresse. Elle vote en faveur du projet de réforme au CNESER[réf. nécessaire].
L'UNI est partenaire d'un groupe de réflexion, le Centre d’études et de recherches universitaire, fondé en 2008 et dirigé par son président Olivier Vial. Celui-ci conseille notamment les maires de stations de ski sur l'attitude à adopter face aux militants écologistes.
En 2013, dans le contexte de sa mobilisation contre le mariage des homosexuels et de multiples polémiques entourant l'apparition d'une « théorie du genre » dans les manuels scolaires, l'UNI lance un « observatoire de la théorie du genre »,,.
En 2015, à la suite de l'annonce d'une réforme du collège et des programmes scolaires, l'UNI lance un « observatoire des programmes scolaires ». Celui-ci alimentera l'année suivante une polémique nationale sur la prétendue disparition de l'accent circonflexe dans les programmes scolaires en accusant la ministre de l’Éducation nationale de se croire « autoriser [sic] à bouleverser les règles de l’orthographe et de la langue française ». En réalité, il s'agissait d'une fausse information basée sur la mauvaise compréhension d'une réforme de l'Académie française en 1990 mise en application dès 2008.

### UNI-Lycée
L'UNI-Lycée est la branche de l'UNI dans les lycées créée en 2004, qui s'oppose régulièrement aux blocages des lycées,.
En 2010, le porte-parole de l'UNI-Lycée Cyprien Feilhès demande la mise en place d'un contrôle systématique de tous les élèves à l'entrée des lycées et d'autoriser la fouille des sacs par le personnel de l'établissement.
Selon le journal La Croix, l'UNI-Lycée soutient la politique de l'exécutif durant le mandat de Nicolas Sarkozy et organise des formations pour soutenir la réforme des retraites de 2010.
En 2021, Nicolas Perrin de Flers, responsable national de l'UNI-Lycée, rejoint le parti Les Républicains et devient responsable des Jeunes Républicains de Lozère.

## Publications
- L'action universitaire (édition nationale universitaire)
- Vie étudiante (édition nationale universitaire)
- Journal des étudiants pour le Oui (édition nationale créée pour la campagne en faveur d'une Constitution européenne)[32]
- Vie lycéenne (ancienne édition nationale lycéenne)
- Actua Médecine (édition nationale, réservée aux étudiants des filières médicales)
- Bulletin inter-grandes écoles (édition nationale, réservée aux grandes écoles)
- Dossiers Solidarité atlantique (20 000 ex.)
- Tribord (ancien journal de la section UNI de Sciences Po Paris)
- Le Hussard (ancien journal de l'UNI Lyon)
- Fer de lance (disparue en 1977)
- La voie droite (destinée aux universitaires, disparue)
- Promotion Grandes écoles (édition nationale, réservée aux grandes écoles)
- Promotion BTS (édition nationale, réservée aux étudiants en BTS)
- AgriCampus (édition nationale, réservée aux étudiants des filières agricoles)
- Action IUT (édition nationale, réservée aux étudiants en IUT)
- Campus X (ancien journal à l'université Paris-Nanterre)
- Dauphine est libérée (uniquement à l'université Paris-Dauphine)
- Arsenik (disparu, uniquement à l'université Toulouse-I-Capitole)

Sources : « Quid 2000 »(Archive.org • Wikiwix • Archive.is • Google • Que faire ?), Site officiel de l'UNI.